# コロンボ市議会
コロンボ市議会（コロンボしぎかい、英語: Colombo Municipal Council）は、スリランカの最大都市、コロンボに設置されている地方議会。1865年に創設された同国内最古の地方議会であり、2020年現在の定員は119名。

## 任期
4年に1度改選される

## 行政
市長と副市長が行政を担う。また、コミッショナーがコロンボ市役所を監督している。コミッショナーは通常地方自治大臣によって任命される。議会任期終了時に市長、副市長が不在の場合、コミッショナーがコロンボの行政権を担う。またコミッショナーにはコロンボ7地区にある官邸が与えられている。

### 部局
コロンボ市議会は16の部局に分かれている。
- 市長室
- 財務局
- 内務局
- 技術局
- 福祉局
- 獣医局
- 医療局
- 動植物局
- 公共図書館局
- 公共サービス局
- 法務局
- スポーツ・レジャー局
- 教育・開発局
- 監査局
- 中央治療局
- 消防局

## 権限
市議会は以下の権限を有している。
- 都市計画
- 公衆衛生（廃棄物処理、下水道の管理）
- 消防・救急
- 市道の管理

## 人口
コロンボ市議会は、コロンボとティンビリガシャヤ地区を管轄しており、2011年国勢調査によると管轄地域の人口は55万5,031人。このうち、31万8,048人がコロンボ、23万6,983人がティンビリガシャヤに居住している。

## 議会構成
過去50年間にわたり、統一国民党（UNP）が過半数を占めている。1947年の独立以来、2人を除く全ての市長がUNP所属である。その例外の1つは、1954年にスリランカ社会主義平等党（LSSP）に敗れたときである。2006年にはUNPの推薦リストが拒否され、UNPの推薦するグループが当選した。現市長ロージー・セーナーナーヤカはコロンボ初の女性市長である。

## 国政への影響
スリランカの前首都であり現在も最大の都市であるコロンボは、現在に至るまで政治の中心であり続けている。そのため、コロンボ市議会は多くの政治家にとっての登竜門となっており、大統領経験者のジュニウス・リチャード・ジャヤワルダナやソロモン・バンダラナイケもコロンボ市議を務めていた経験がある。